# Либерман, Аарон
Аарон Самуэль Либерман (ивр. אַהֲרֹן שְׁמוּאֵל לִיבֶּרְמַן‎; также был известен под псевдонимами Бар Дрора, Даниэль Иш Чамудот и Артур Фриман; 20 мая 1845 года, Лунно ― 18 ноября 1880 года, Сиракьюс) ― российский социалистический публицист и переводчик с иврита. Пионер еврейского социалистического и рабочего движения. Характеризовался Рудольфом Рокером и Бером Бороховым как «отец еврейского социализма».

## Биография

### Ранние годы
Арон Шмуйл (Арон Самуил) Либерман родился в Лунно, еврейском местечке в Гродненской губернии Российской империи . Его отец Элиэзер Дов Либерман был публицистом и деятелем движения хаскала. Вскоре после рождения Аарона его семья переехала сначала в Белосток, а оттуда в Сувалки, где юный Либерман получил начальное образование.
18 августа 1866 года в Вильне он женился на Рохл Мовшевне Троцкой (1847—?), от которой у него родились три дочери — Мария (1870), близнецы Елизавета (1882) и Анна (1882), и сын Моисей (1881). Окончил Виленскую раввинскую и учительскую семинарию с дипломом учителя в 1867 году и вернулся в Сувалки, где был назначен секретарём общины и стал школьным учителем. В 1870 году поступил в Санкт-Петербургский практический технологический институт. Там Либерман присоединился к революционному студенческому кружку и познакомился с запрещённой литературой, которая ввозилась в Россию из-за рубежа.
Финансовые проблемы вынудили его вернуться в Вильно в 1874 году, где он устроился на работу в страховую компанию «Двигатель», где занялся черчением. Вскоре он стал ведущей фигурой в подпольном кругу еврейских социалистов в этом городе. В 1874 году он опубликовал сатирическое произведение под названием «Суть дела» в еврейском журнале Переца Смоленскина «Ха-Шахар» («Рассвет»). Виленское отделение охранки выдало ордер на его арест в июле 1875 года; Либерману, однако, удалось вовремя бежать из России. В августе того же года он поселился в Лондоне после недолгого пребывания в Кёнигсберге и Берлине.

### В изгнании
В Англии Либерман вовлёкся в издание революционного журнала Петра Лаврова «Вперёд!», типография которого находилась в северном Лондоне. Помимо работы в качестве редактора и наборщика, Либерман опубликовал в газете ряд неподписанных статей и заметок о жизни евреев в Литве и Белоруссии, обращая внимание на их дискриминацию, преследование со стороны властей и местного населения и отсутствие у них гражданских прав. В январе 1876 года он опубликовал социалистический манифест под названием «К молодёжи Израиля», который был ввезен контрабандой в Россию тысячами экземпляров и адресован в первую очередь российским студентам иешивы. В мае того же года он и ещё девять евреев учредили Еврейский социалистический союз ― первую еврейскую рабочую организацию. Либерман был назначен секретарем и разработал устав объединения, который он написал на классическом иврите и идише.
После столкновений между членами союза и полицией Либерман покинул Лондон в декабре 1876 года и в конце концов поселился в Вене под вымышленным именем Артура Фримена. Там он сформировал и возглавил группу публицистов, которые разделяли его взгляды: среди них были Людвиг Левин Якобсон, Моше Каменский, Исаак Каминер и Цви ха-Коэн Шершевский. Ха-Эмет («Правда») ― первое еврейское социалистическое издание, дебютировало в мае 1877 года благодаря финансовой поддержке Иоганна Моста, а Либерман стал его издателем и редактором. Австрийские власти закрыли периодическое издание после выхода третьего номера и арестовали Либермана в феврале 1878 года по обвинению в хранении поддельного паспорта США и создании незаконной и подрывной организации. Проведя девять месяцев в тюрьме, он был экстрадирован в Германию по антисоциалистическим законам и приговорён к девяти дополнительным месяцам тюремного заключения в Берлине.

### Поздние годы

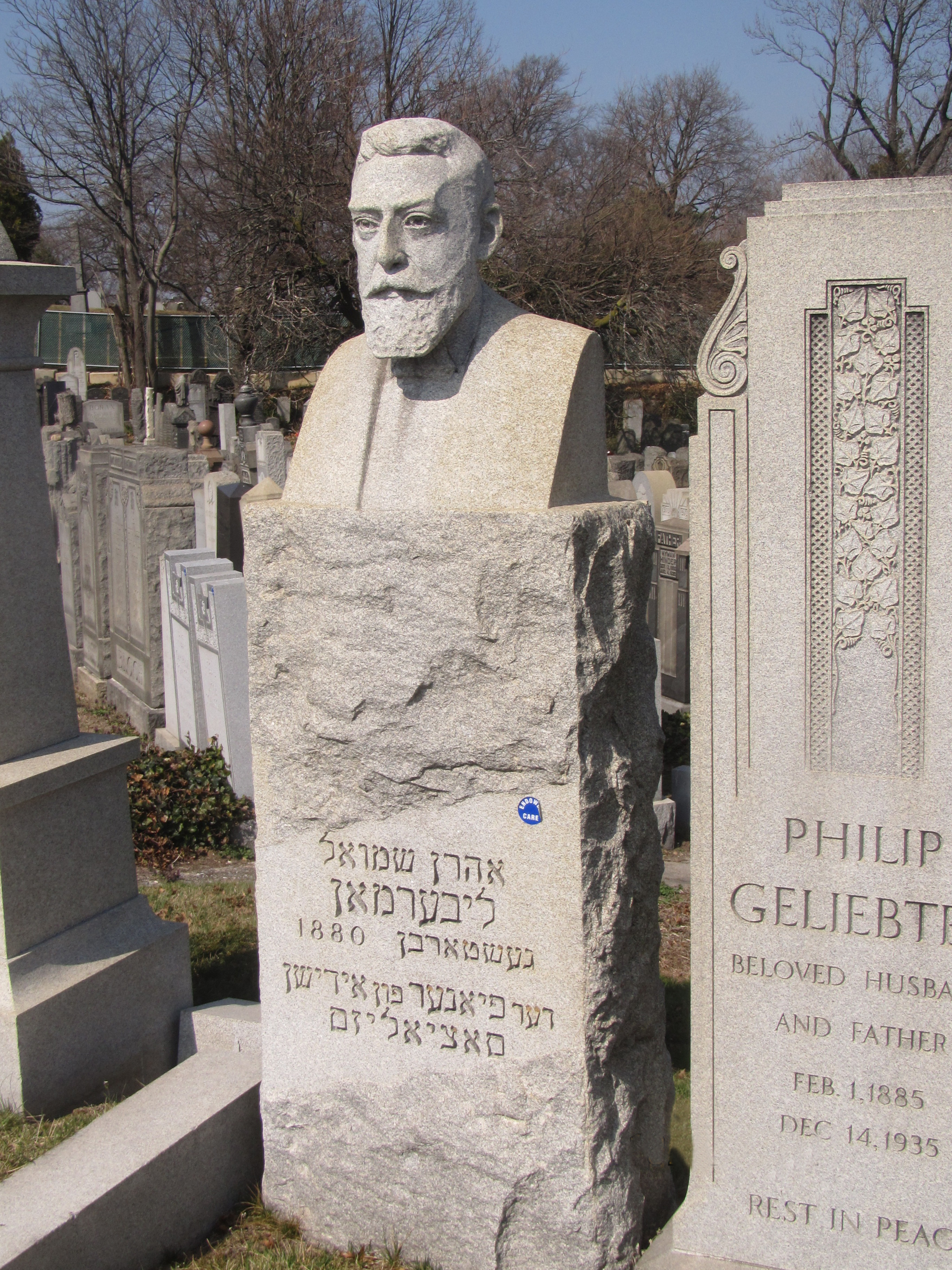
Надгробие Либермана на кладбище в Куинс, Нью-Йорк

Либерман вернулся в Лондон после освобождения в январе 1880 года. Его психическое здоровье к тому времени было сильно подорвано. Он опубликовал несколько статей в журнале Иоганн Моста «Фрайхайт» и, вместе с Моррисом Винчевским, учредил Еврейское рабочее общество просвещения и взаимопомощи. Тем не менее, попытки Либермана возобновить свою деятельность в социалистическом движении Лондона были в основном безуспешными. Он предлагал свои услуги российской террористической организации «Народная воля», но ему было отказано по той причине, что он не подходил для этой работы по своему темпераменту.

К лету 1880 года Либерман влюбился в замужнюю невестку Уинчевского, Рахель Сарасон, и отправил разводное письмо своей жене. Сарасон не ответила взаимностью и отправилась со своей дочерью в Сиракьюс, штат Нью-Йорк, чтобы присоединиться к своему мужу. Либерман последовал за ней в Соединённые Штаты и покончил жизнь самоубийством 18 ноября 1880 года после того, как та вновь отказалась оставить своего мужа. После себя он оставил следующую предсмертную записку, написанную на идише: 
«Да здравствует мир! Тот, кто находит в жизни только горечь и боль, обречён на смерть. Не вините меня, ибо вы не были на моём месте.»
 Был похоронен на кладбище в Сиракьюс. 24 июня 1934 года его останки были впоследствии перезахоронены рядом с останками Винчевского на Кладбище Арбетер-ринг Маунт-Кармель в Куинсе.